# ایندولیزین
ایندولیزین (به انگلیسی: Indolizine) با فرمول شیمیایی C8H7N یک ترکیب شیمیایی با شناسه پاب‌کم 9230 است. که جرم مولی آن ۱۱۷٫۱۵ گرم بر مول می‌باشد. 